# پجنت (مجله)
پجنت (به انگلیسی: Pageant) یک مجله سدهٔ بیستمی ماهانه بود که از نوامبر ۱۹۴۴ تا فوریهٔ ۱۹۷۷ در ایالات متحده آمریکا منتشر می‌شد.